# Sigmella emarginata
Sigmella emarginata är en kackerlacksart som först beskrevs av Bruijning 1948.  Sigmella emarginata ingår i släktet Sigmella och familjen småkackerlackor. Inga underarter finns listade i Catalogue of Life.